# КПП Рафах

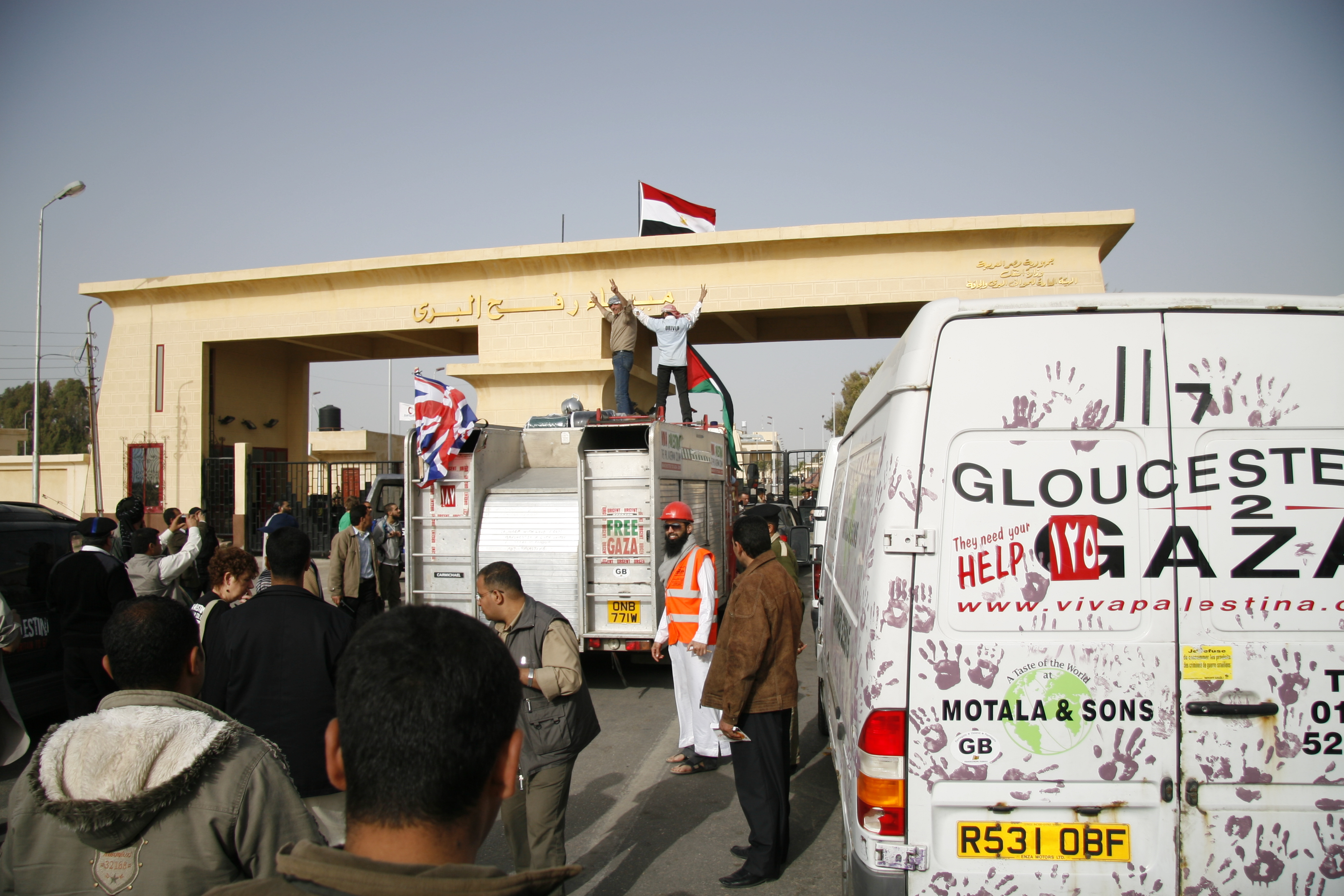
КПП Рафіах

31°14′55″ пн. ш. 34°15′33″ сх. д. / 31.24858° пн. ш. 34.25923° сх. д.
КПП Рафах (івр. מעבר רפיח, араб. معبر رفح) — прикордонний контрольно-пропускний пункт в місті Рафах на кордоні Єгипту і Сектора Газа (Палестинської автономії), контрольований Єгиптом. До 2005 року контролювався Ізраїлем.
11 вересня 2005 року сили Армії оборони Ізраїлю були евакуйовані з КПП в рамках Плану одностороннього розмежування Ізраїлю з території сектора Газа.
КПП Рафах був знову відкритий 25 листопада 2005 року і працював майже щодня до 25 червня 2006 року. З цього дня і до листопада 2006 року він регулярно закривався Єгиптом за погодженням з Ізраїлем (приблизно 86% часу) через міркування безпеки.
У червні 2007 року він був закритий повністю після перевороту ХАМАСу в секторі Газа.
23 січня 2008 рік року озброєні люди в масках частково зруйнували стіну біля КПП Рафах і десятки тисяч жителів Гази прорвалося в Єгипет, більшість з них прагнуло купити продукти та матеріали.
Після революції 2011 року в Єгипті КПП був знову відкритий, а після перевороту 2013 — знову закритий.
У травні 2024 року КПП був знову взято під контроль військами Ізраїлю.

## Історія
За османсько-британською угодою від 1 жовтня 1906 року було узгоджено кордон між Палестиною, яка перебувала під владою Османської імперії, і Єгиптом, під владою Великобританії, від Таби до Рафаху. З 1948 року Газа була окупована Єгиптом. Отже, кордон між Газою та Єгиптом більше не існував. Під час Шестиденної війни 1967 року Ізраїль завоював у Єгипту Синайський півострів і Сектор Гази.
У 1979 році Ізраїль і Єгипет підписали мирний договір, згідно з яким Синай, що межує з сектором Гази повернувся під контроль Єгипту. Згідно з цим договором, 100-метрова смуга землі, відома як Філадельфійський шлях, була створена як буферна зона між Газою та Єгиптом. Згідно з мирним договором, відновлений кордон між Газою та Єгиптом було проведено через місто Рафах. Коли Ізраїль пішов із Синаю в 1982 році, Рафах був розділений на єгипетську та палестинську частини, розділені сім'ями, розділеними колючим дротом.

### Відхід Ізраїлю
16 лютого 2005 року ізраїльський парламент схвалив вихід Ізраїлю з Гази. Ізраїль вийшов із Гази у вересні 2005 року. Контроль над кордоном між Газою та Єгиптом був переданий Єгипту. Палестинська національна адміністрація, де домінує ФАТХ, отримала контроль над прикордонним переходом з боку Гази.
7 вересня 2005 року Ізраїль вийшов із Гази та закрив пункт пропуску Рафах. Філадельфійська угода між Ізраїлем та Єгиптом, заснована на принципах мирного договору 1979 року, передала контроль над кордоном Єгипту, тоді як постачання зброї Палестинській владі залежало від згоди Ізраїлю. В угоді зазначено, що 750 єгипетських прикордонників будуть розміщені вздовж кордону, а Єгипет та Ізраїль зобов’язалися співпрацювати, щоб зупинити тероризм, контрабанду зброї та іншу незаконну транскордонну діяльність.

### Війна між Ізраїлем та Хамасом
У травні 2024 року КПП був знову взято під контроль військами Ізраїлю.